# Betagi Upazila
Betagi Upazila är ett underdistrikt i Bangladesh. Det ligger i den södra delen av landet, 150 kilometer söder om huvudstaden Dhaka.
Trakten runt Betagi Upazila består till största delen av jordbruksmark. Runt Betagi Upazila är det mycket tätbefolkat, med 1 056 invånare per kvadratkilometer. Tropiskt monsunklimat råder i trakten. 